# Közönséges achátcsiga
A közönséges achátcsiga (Lissachatina fulica) az eredetileg Afrikában őshonos tüdővel lélegző, szárazföldi achátcsigák vagy afrikai óriáscsigák (Achatina) egyik faja. A díszállat-kereskedelemmel szinte minden kontinensre eljutott, és a meleg éghajlatú területeken (például Délkelet-Ázsiában) inváziós fajként komoly károkat okoz. Az Egyesült Államokba bevinni szigorúan tilos, Floridából nagy anyagi áldozatok árán egyszer már sikerült kiirtani, de 2011-ben újra megjelent. Európában nagy termete és könnyű tarthatósága miatt népszerű díszállat. 

## Megjelenése

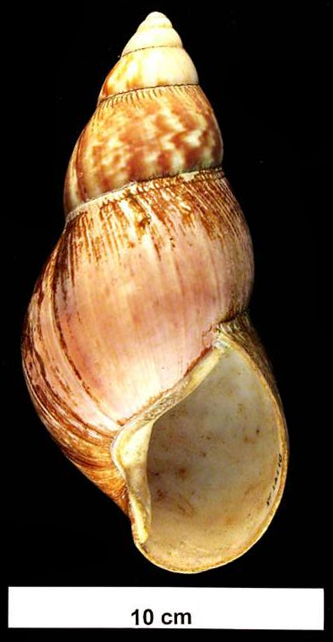
Az Achatina fulica háza

A csigaház 10-15 centiméter, kivételes esetekben 20 cm hosszú és 7 cm széles lehet, 6-7 kanyarulattal. Megnyújtott kúp alakú, sötét- vagy világosbarna szaruszínű, igen változatos lehet. A kanyarulatokat a növekedési vonalakat jelző hosszanti csíkok díszítik. A csiga teste világos- vagy sötétebb barna, hátán sötétebb hosszanti sávval; lába sötétebb, ripacsos-rücskös.
Alfajai:
- Achatina fulica hamillei Petit, 1859
- Achatina fulica rodatzi Dunker, 1852
- Achatina fulica sinistrosa Grateloup, 1840
- Achatina fulica umbilicata Nevill, 1879

## Elterjedése
Eredetileg Kelet-Afrikában (Kenyában és Tanzániában) őshonos, de ma már szinte minden szubtrópusi-trópusi vidéken megtalálható.
Kínába 1931-ben hurcolták be, azóta Tajvanra és a Dél-Kínai tenger szigeteire is átterjedt, csakúgy mint a Csendes-óceán (pl. Hawaii) és a Karib-tenger szigeteinek nagy részére. Indiába egy tudományos kísérlet során vittek be néhány példányt és ezután szabadon engedték őket, azóta jelentősen elszaporodtak. A dél-amerikai Paraguayban 2011-ben jelentették az első előfordulását. Floridába először 1966-ban vitte be egy hawaii nyaralásról visszatérő fiú, akkor egymillió dolláros ráfordítással egy évtized alatt sikerült kiirtani, de azóta is több esetben behurcolták.

## Életmódja

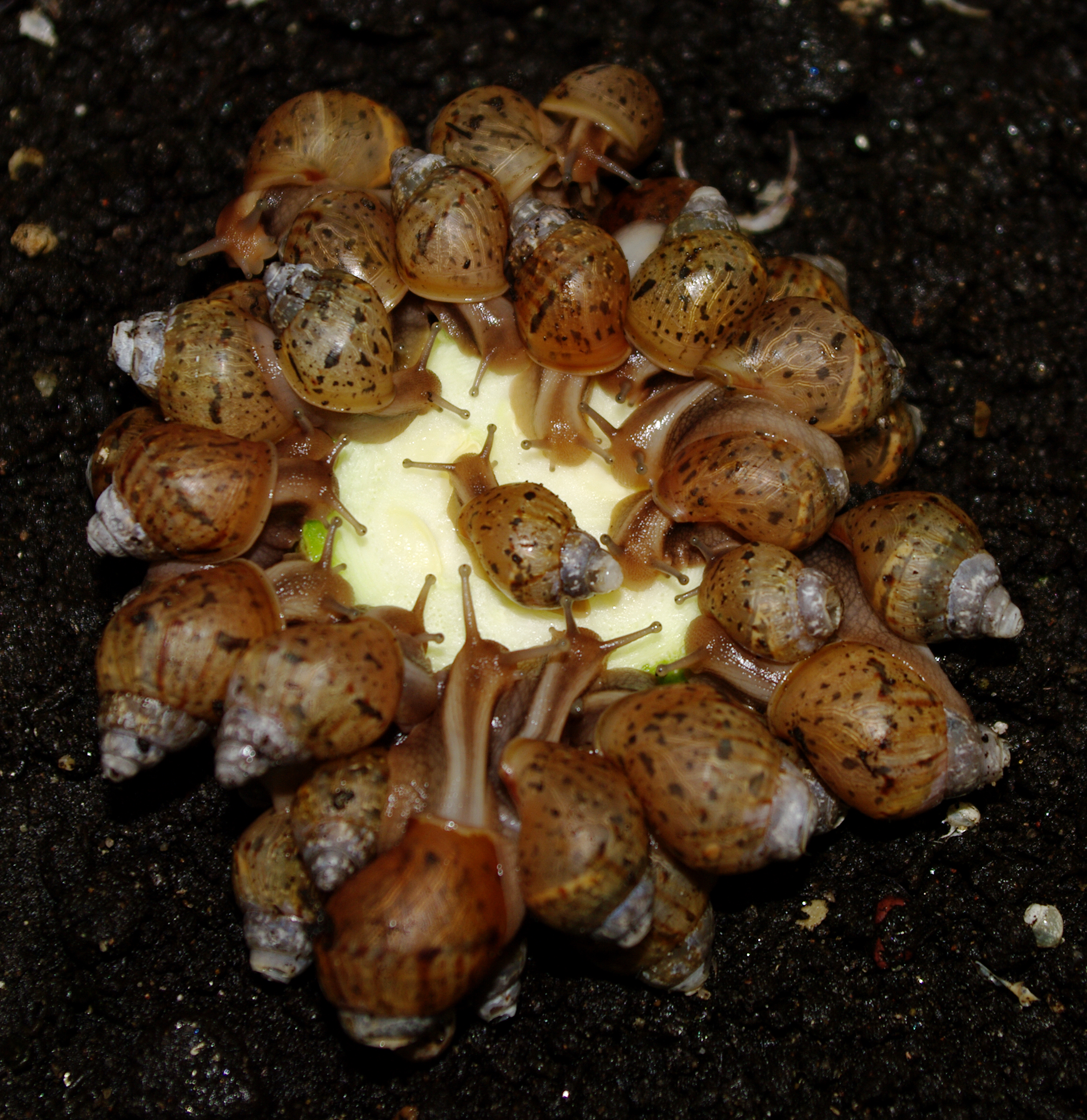
Fiatal csigák

Az A. fulica éjszakai életmódot folytat, nappalra kövek, fatörzsek alá húzódik vagy a talajba ássa magát. Táplálékául a növények levelei és gyümölcsei szolgálnak. Nagy méretű házának felépítéséhez kalciumforrásra is szüksége van, lerágja a mészkő felszínét, tojáshéjakat, csontokat vagy akár a betont és a vakolatot is. A terráriumban tartott példányok salátán, uborkán, paradicsomon könnyen tarthatók, de megeszik a kenyeret vagy száraz kutyatápot is. Táplálékukat alaposan meg kell mosni, mert a vegyszermaradványokra érzékenyek. A díszállatként tartott csigáknak általában szépiacsontot adnak kalciumforrásként.
Az achátcsigák a többi szárazföldi csigához hasonlóan hermafroditák, vagyis spermiumot és petesejtet is termelnek. Az önmegtermékenyítés ritka, csak kis populációkban fordul elő. Azonos nagyságú csigák a párzás során kölcsönösen megtermékenyítik egymást, míg ha nagy közöttük a méretkülönbség, akkor a nagyobbik játssza el a nőstény szerepét. Párzás után a spermát akár két évig is tárolhatják. Meszes héjú petéit a talajba rakja le, egyszerre akár kétszázat is. Élettartamuk általában 5-6 év.
Hosszas szárazság vagy hűvös idő esetén pergamenréteggel zárja le a házát és akár három évig is hibernált állapotban lehet. 

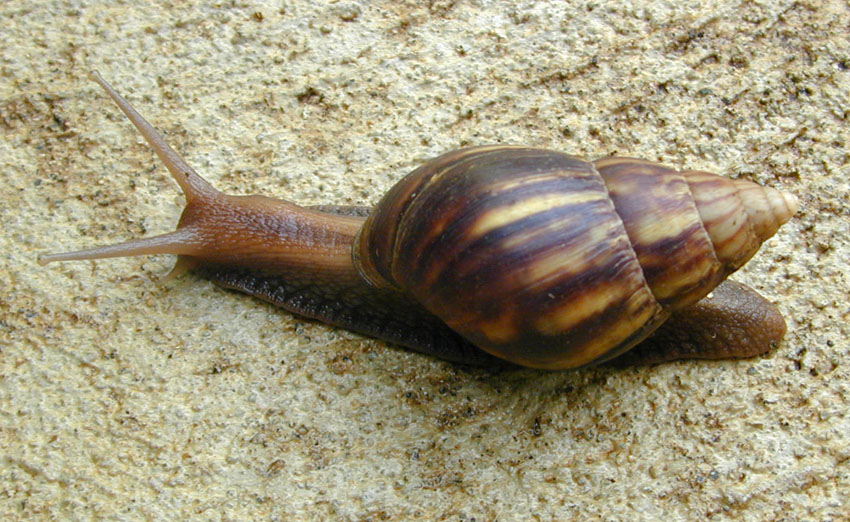

## Érdekességek
Afrikában a csigák élelemforrásként is szolgálnak. A második világháború során az amerikai hadsereg hasonló célzattal telepítette be az A. fulicát Tahitire, ahol azok elszaporodva nagy károkat okoztak. Kiirtásukra Floridából hoztak be egy ragadozó csigafajt, az Euglandina rosea-t, amely azonban inkább az őshonos Partula csigafajokat támadta meg és egy évtized alatt a 76 fajból 5 kivételével valamennyit kiirtotta a szigetről.
Az afrikai eredetű karibi és brazil szinkretista vallásokban az A. fulica házát Oxalá istennőnek áldozzák (a Nigériában szokásos A. marginata helyett)

## Fordítás
- Ez a szócikk részben vagy egészben  az   Achatina fulica című angol Wikipédia-szócikk ezen változatának fordításán alapul.  Az eredeti cikk szerkesztőit annak laptörténete sorolja fel. Ez a jelzés csupán a megfogalmazás eredetét és a szerzői jogokat jelzi, nem szolgál a cikkben szereplő információk forrásmegjelöléseként.